# Гранд-Прери (Техас)
Гранд-Прери (англ. Grand Prairie) — город на северо-западе штата Техас, США.
Население 175 396 человек (2010). Глава города — Чарльз Ингланд. Тип климата относится к субтропическому морскому. Гранд-Прери расположен в 27 км от Далласа. В его окрестностях есть три аэропорта: Dallas (Redbird Airport), Dallas/Fort Worth International, Dallas Love Field. Недалеко от населённого пункта также располагается АЭС Comanche Peak Nuclear Power Plant. Из развлечений представлены зоопарк, несколько гольф-клубов, театр Verizon, Traders Village — крупнейший блошиный рынок в штате, стадион QuikTrip Park, принадлежащий малой бейсбольной лиге The Grand Prairie AirHogs, исторический театр Uptown Theatre в центре города.
Гранд-Прери является родным городом актрисы и певицы Селены Гомес, художника Ларри Д. Александера, футболистов Уэсли Дьюка и Чарли Тейлора, актера Билли Миллера.

## Города-побратимы
- Таоюань, Тайвань[2]
- Калуш, Украина